# ماه عسل (فیلم ۲۰۱۳)
«ماه عسل» (چکی: Líbánky) یک فیلم درام به کارگردانی یان هژبیک است که در سال ۲۰۱۳ منتشر شد.